# Talasoma pawia
Talasoma pawia (Thalassoma pavo) – gatunek ryby z rodziny wargaczowatych (Labridae).

## Występowanie
Występuje w północnym Atlantyku od Zat. Biskajskiej do wybrzeży zachodniej Afryki, wokół Madery, Azorów i Wysp Kanaryjskich, także Morze Śródziemne.
Ryba żyjąca w strefie wzrostu glonorostów i łąkach trawy morskiej na głębokości do 150 m.

## Opis
Dorasta maksymalnie do 20 cm. Ciało podłużne, owalna, otwór gębowy mały z szerokimi wargami.  Szczęki  wysuwalne. Uzębienie w postaci 1 rzędu małych, spiczastych zębów. Dolne kości gardłowe zrośnięte w silne płytki żujące. Łuski duże, koliste, wzdłuż  linii bocznej od 26 do 31. Płetwa grzbietowe długa, niepodzielona podparta 8 twardymi i 12-13 miękkimi promieniami. Płetwa odbytowa podparta 3 twardymi i 10-12 miękkimi promieniami. Płetwa ogonowa u młodych ryb prosta, natomiast u dorosłych skraje promienie wyraźnie wydłużone.
Ubarwienie: Samce z czerwoną i niebieską poprzeczną pręgą od przedniej części ciała do płetwy brzusznej, boki zielone, głowa ciemnoczerwona pokryta niebieskimi liniami. Samice przeważnie mszystozielone, jasne paski i czarna plama pośrodku ciała poniżej płetwy grzbietowej. 

## Odżywianie
Odżywia się małymi zwierzętami dennymi.

## Rozród
Tarło odbywa się latem. Ikra, dzięki kropelce tłuszczu swobodnie unosi się w toni wodnej.